# پلیمپتون (ماساچوست)
پلیمپتون(به انگلیسی: Plympton) شهرکی در شهرستان پلیموث ایالت ماساچوست می‌باشد که در سال ۱۷۰۷ بنیان‌گذاری شده‌است. این شهرک در سرشماری سال ۲۰۱۰ میلادی، ۲٬۸۲۰ نفر جمعیت داشته‌است.